# Pere VI de Queralt
Pere de Queralt i de Pinós (1350 ca. - 1408) va ser baró de Queralt, militar i escriptor, fill de Dalmau de Queralt i Constança de Pinós.
El 1378 o 1379 es casa amb Clemència de Perellós, germana de la seva madastra Clemència de Perellós, amb qui el baró Dalmau s'havia casat en segones núpcies. En morir aquest el 1387,  Pere assumeix la baronia.
En les Corts Generals de Montsó de 1389 forma part dels nobles que s’enfronten a Joan I per tal que el rei expulsi de la cort a Carroça de Vilaragut. No obstànt això, la relació entre Pere i la monarquia és fluida en els següents anys. El 1392 participa en l'expedició de l’infant Martí a Sicília, el seu viatge és finançat per la Universitat de Santa Coloma de Queralt. Dos anys més tard, consta com a testimoni en els capítols firmats pel Joan I i Violant de Bar amb el mercader Luquino Scarampo.
Actuant ja com a monarca, Martí l’Humà l'envia a Tunis per recuperar set sagrades formes robades per l'exèrcit musulmà a Torreblanca (1396), en una missió exitosa. Aquest mateix any, també és nomenat ambaixador davant el rei de Nàpols Ladislau. En la coronació del rei Martí a Saragossa, els fills del baró -Pere, Guerau i Jordi- van ser nomenats cavallers (1399).
1401 és un any intens pel baró. A principis de segle, el rei Martí li ordena que torni a Tunis, on romandrà almenys fins a 1403, en aquest cas per alliberar el bisbe de Siracusa. A més, arbitra en la lluita de bàndols entre els Oluges i els Cireres, i cedeix la baronia de Queralt, al seu fill Pere. En morir el primogènit abans que el pare, la baronia recaurà en el fill Guerau.
El 1407 marxa a residir a Sicília, on contracta a Guerau Gener per construir un retaule a la catedral de Montreale. El baró morirà a la tardor de 1408. El 3 de novembre es comença a fer l’inventari dels béns del baró. En el testament que havia fet el 1402, havia sol·licitat ser enterrat a la capella de sant Miquel de Santa Maria de Bell-lloc, a Santa Coloma de Queralt.

## Bibliòfil i poeta
En l'esmentat inventari de 1408, consten les següents obres:
- Usatges de Barcelona
- Lencelot. (en francès)
- Joyosa (en català)
- Tresor de sciència (en català)
- Llibre de pergamí rimat (en francès).
- Gènesi
- Bíblia.
- Llibre que tracta clamors e de guerra
- De regiment de vida.
- De contemplació (en francès)
- Llibre en francès
- Llibre de concordances,  de Jacme March (en català)
- Del Senyor de Barrenchs (en català)
- Llibre que comença “Libra de Virtuts”, amb exposició moral
- Llibre que tracta de guerres (en català)
- Roman de la Rosa (en francès).
- Tobies
- Llibre del joch dels escachs
- Llibre rimat en francès
- Llibre de Senyals (en castellà)
- Llibre rimat en francès
- De les sàvies e foles fembres
- De la ymage del món
- Llibre que comença “A festa de sent Johant”
- Julius Cesar
- Llibre de paper reial
- Llibre de caça i menescalia (en català)
- Dia del Judici
- Llibre que parla de Tristany e de Palermides
- Vides de sants (en francès)
- Llibre de qüestions de fe
- Rasós de trobar, de Ramon Vidal de Besalú
- Totes les creatures racionals d'aquest món
- Llibre de remei d’amor [potser Remedia amoris d’Ovidi]

Pere també és l’autor del maldit Sens pus tardar me ve de vos partir, considerat per Martí de Riquer com la primera mostra de la influència petrarquista a Catalunya.